# عبد الله حماس
عبد الله حمّاس فنان تشكيلي سعودي ولد عام 1373هـ (1952م) في أبها جنوب المملكة العربية السعودية. فنان تشكيلي سعودي عالمي يعد أحد أشهر الفنانين في السعودية وفي العالم العربي، واسم لا يمكن تجاهله في مسيرة الفن التشكيلي السعودي باعتباره من رموز ورواد البدايات. اعتمد في أعماله على المدرسة التجريدية الرمزية، كما تأثر ببيئته الجنوبية في أعماله حيث يظهر طابعه الخاص والمميز في أعماله المعتمد على ألوان الطبيعة الخلابة و أسلوب الحياة البسيطة.

## النشأة
ولد في مدينة أبها جنوب المملكة العربية السعودية، ثم انتقل بعدها إلى مدينة تبوك مع والده الذي كان يعمل عسكرياً، وقد ظهر شغفه وحسه الفني في سن مبكر و بدأ بالرسم من الصف الرابع الابتدائي، وشجعه آنذاك مدرس فنون أردني. فكانت أول لوحة رسمها بالألوان الزيتية وهو في الصف الأول المتوسط وكانت اللوحة تعكس البيئة العسكرية ويسيطر عليها اللون البني، وقد عرضت في القاعدة العسكرية بتبوك.

## التعليم
تخرج من معهد التربية الفنية في الرياض عام 1973م (1392هـ).

## سيرته ونشاطه الفني
- انتقل عبد الله حماس إلى الدراسة بمعهد التربية الفنية بالرياض، وبعد تخرجه عمل مدرساً للتربية الفنية في كل من أبها وجدة لمدة 37 سنة. وأقام فيها وتولى العديد من المناصب منها عمله رئيسا للفنون التشكيلية في جمعية الثقافة والفنون، ورئيساً للجنة المعارض، وأميناً عاماً للجنة المعارض، وأميناً عاماً لبيت التشكيليين، كما اقام عدداً من دورات الفنون التشكيلية.
- أقام أول معرض شخصي في الرياض عام 1394ه وبدأت واستمرت بعد ذلك مسيرته الفنية ومعارضه الشخصية حتى بلغ عدد المعارض الشخصية 37 معرضاً في مدن ودول مختلفة كالرباط، دبي، باريس، لندن، القاهرة.
- أقيم معرضه الشخصي الثالث والثلاثين جدة 9 نوفمبر 2014، كما أقيم معرضة الشخصي السابع والثلاثين في صالة نايلا للفنون بمدينة الرياض، وتضمن المعرض 50 عملاً فنياً تشكيلياً.
- وله العديد من المشاركات في معارض حول العالم ومنها: أمريكا، الكويت، كندا، ألمانيا، فرنسا، كوريا، الإمارات العربية المتحدة، مصر وله مقتنيات في كل من (بلجيكا، الأردن، كان، لبنان، مدريد، نيويورك.
- حصل على جوائز عديدة ومنوعة من جهات مختلفة.[4][5]

## أسلوبه
يتميز أسلوب الفنان بأنه يعكس البيئة التي عاش بها قد تأثر بالطبيعة الجبلية لمنطقة عسير كما نرى أعمالة مرتبطة بالسمات المعمارية العربية والزخارف الشعبية، وتميز بأسلوبه التجريدي في جميع أعماله التصويرية فهو ينحو نحو التجريد وصولاً إلى عناصر ليس لها أشباه مطابقة تماماً في الواقع، ويعتمد في لوحاته وأعماله على التنوع الملحوظ والتجديد في الألوان والأدوات المختلفة وتناسقها .
يعبر في لوحاته عن الناس والمدينة والأزياء والحياة البسيطة لأهالي القرى والأرياف فهو يعيد ذاكرتنا إلى المباني الشعبية و المظاهر الحياتية في مدينته أبها بارتفاع اشجارها وجبالها وثراء ألوانها.